# بطارية ذرية

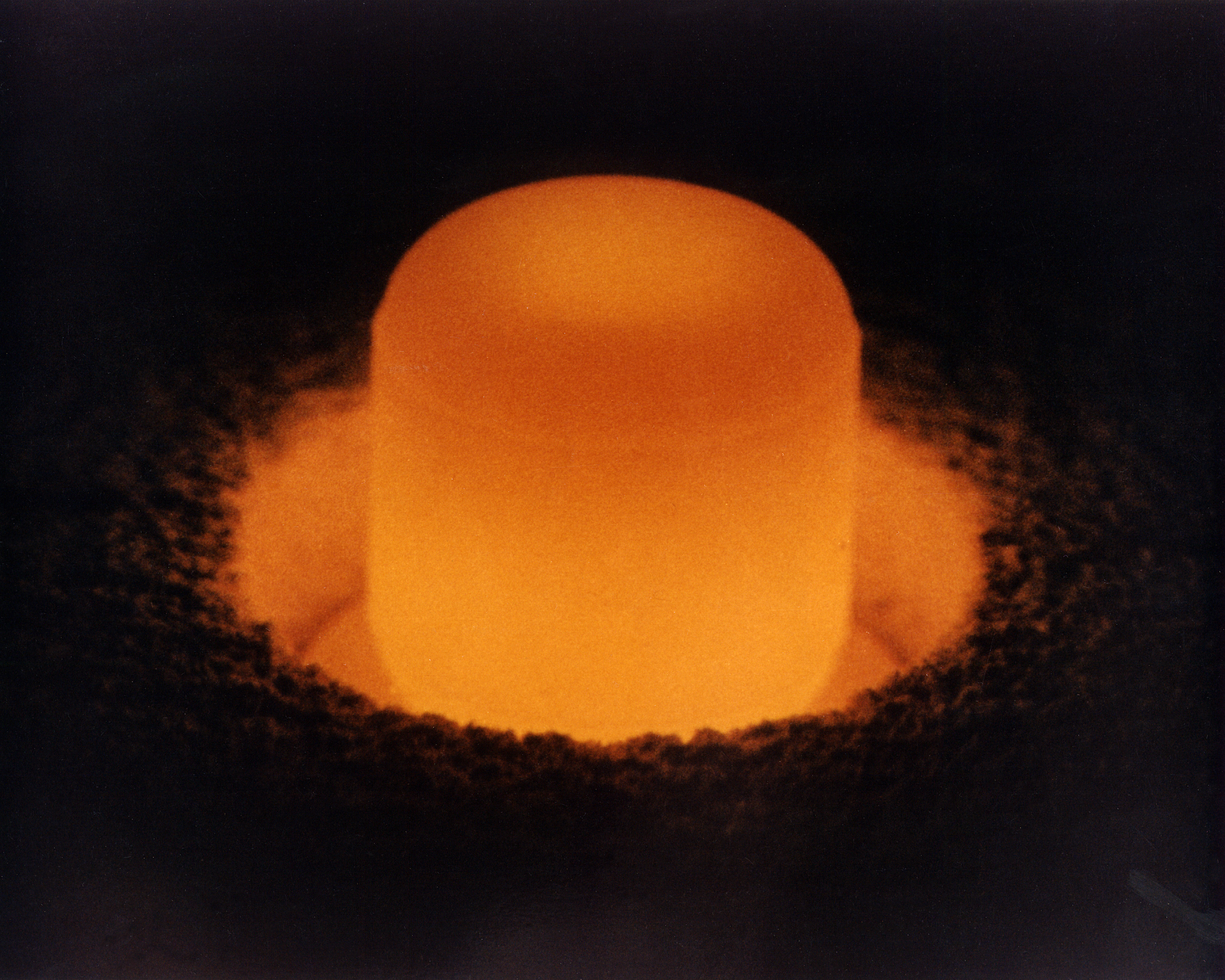

البطارية الذرّيّة (أو البطاريّة النوويّة، أو بطاريّة التريتيوم) عبارة عن جهاز يستعمل الطاقة الناتجة عن الاضمحلال الإشعاعي للنظائر المشعّة لتوليد الكهرباء. على العكس من المفاعلات النوويّة التي تستخدم تفاعل تسلسلي نووي من أجل توليد الطاقة، فإنّ البطاريات الذرّيّة تستخدم محوّلات الطاقة. هذه المحوّلات يمكن أن تكون حراريّة أو غير حراريّة. تشمل المحوّلات الحراريّة المولّدات الكهروحرارية والأيونية الحراريّة، في حين أنّ المولّدات غير الحراريّة تستخدم جزءاً من الطاقة الواردة عندما يجري تحويلها إلى حرارة دون استعمال الطاقة الحراريّة لتدوير الإلكترونات في الدائرة.
إنّ البطاريات الذرّيّة غالية الثمن، لكن بالمقابل لها عمر افتراضي طويل نسبياً (من 10 إلى 20 سنة)، كما أنّ كثافة الطاقة لها مرتفعة، مما يجعلها مناسبة للاستخدام كمصدر للطاقة للتجهيزات التي يجب أن تعمل دون مراقبة لفترات طويلة من الزمن مثل المركبات الفضائية والأنطمة العاملة تحت سطح البحر ومحطات البحث العلمي في الأماكن النائية.

## التاريخ
بدأ تطوير تقنية في عام 1913 عندما قام هنري موزلي بعرض خلايا بيتا (Betavoltaics). حصل هذا الأكتشاف على المزيد من البحث والاهتمام في خمسينات وستينات القرن العشرين تزامناً مع غزو الفضاء. في عام 1954 قامت مؤسسة راديو أمريكا RCA بالبحث في مجال استعمال بطاريات ذرّيّة لمستقبلات راديو صغيرة وأجهزة مساعدة السمع.

## بطارية نانو تريتيوم
بطارية نانو تريتيوم هو الاسم التجاري لبطارية تستخدم التريتيوم، وهو نظير مشع للهيدروجين، من أجل توليد الطاقة. نجح العلماء في عمل بطاريات صغيرة للهواتف النقالة وأجهزة الحاسب المحمولة تعمل بالطاقة النووية، حيث لا تحتاج لشحن البطارية إلا بعد عدة سنوات حسب نوع البطارية وكمية استخدامها وهناك بعض الأنواع المخصصة للاستهلاك لمرة واحدة فقط على مدار عدد كبير من السنوات دون شحنها أبدا.